# حكومة محمد اشتية
حكومة محمد اشتية هي الحكومة الثامنة عشرة الفلسطينية. كُلف محمد اشتية بتشكليها رسميًا في 10 مارس 2019 نتيجةً لاستقالة حكومة رامي الحمد الله الثالثة. أدت حكومة اشتية اليمين الدستورية في 13 أبريل 2019 أمام رئيس دولة فلسطين محمود عباس.
في 26 فبراير 2024 أعلن اشتية عن وضع حكومته استقالتها تحت تصرف الرئيس عباس منذ 20 فبراير 2024. لاحقًا في مساء يوم 26 فبراير 2024، قبل الرئيس عباس استقالة الحكومة وكلفها بتسيير أعمال الحكومة مؤقتًا لحين تشكيل حكومة جديدة والتي أدت اليمين القانونية في 31 مارس 2024.

## التاريخ
في 29 يناير 2019، قدمت حكومة رامي الحمد الله الثالثة استقالتها إلى الرئيس محمود عباس والذي قَبِلَ استقالتها وكلفها بتسيير الأعمال حتى تشكيل الحكومة الجديدة.
في 10 مارس 2019، أصدر الرئيس الفلسطيني مرسومًا رئاسيًا يُكلف فيه محمد اشتية بتشكيل الحكومة الثامنة عشرة. أُشير في نص التكليف إلى سبع نقاط لتكون على سلم أولويات الحكومة الجديدة.
في 13 أبريل 2019، أدت حكومة محمد اشتية اليمين الدستورية أمام الرئيس الفلسطيني في مقر الرئاسة ومُنحت الثقة.
في 1 يناير 2022، طرأ تعديل وزاري محدود على الحكومة شمل حقيبتي الداخلية والأوقاف.
في 26 فبراير 2024، قال رئيس الوزراء محمد اشتية خلال الجلسة رقم 245 لمجلس الوزراء: «وضعت استقالة الحكومة تحت تصرف السيد الرئيس محمود عباس، وذلك يوم الثلاثاء الماضي 20/2/2024، واليوم أتقدم بها خطيا.» لاحقا في مساء ذلك اليوم وافق الرئيس على الاستقالة وأمره بتسيير أمور الحكومة لحين تشكيل حكومة جديدة.

## تشكيلة الحكومة
تكون مجلس وزراء حكومة محمد اشتية عند تشكيله من 18 وزيرًا منهم 5 وزراء سابقين وثلاث سيدات. ضمت الحكومة في أعضائها أغلبية من حركة فتح وفصائل منظمة التحرير الفلسطينية باستثناء حزبي الجبهة الشعبية لتحرير فلسطين والجبهة الديمقراطية لتحرير فلسطين (عضوان في المنظمة) وحركتي حماس، والجهاد الإسلامي (ليسا عضوًا في المنظمة).
تولى رئيس الوزراء محمد اشتية مهام وزير الداخلية ووزير الأوقاف والشؤون الدينية منذ تشكيل حكومته وحتى التعديل الوزاري المحدود في 1 يناير 2022، حيث أدى اللواء زياد هب الريح، والشيخ حاتم البكري، اليمين القانونية أمام الرئيس الفلسطيني محمود عباس كوزيرين للداخلية والأوقاف.

### أعضاء مجلس الوزراء
| ت  | الحقيبة الوزارية                    | الاسم                                                 | الاسم                                                     |
| ت  | الحقيبة الوزارية                    | الأساس                                                | تعديل 1 يناير 2022                                        |
| -- | ----------------------------------- | ----------------------------------------------------- | --------------------------------------------------------- |
| 1  | رئيس الوزراء                        | محمد إبراهيم محمد اشتية                               | محمد إبراهيم محمد اشتية                                   |
| 2  | وزير الداخلية                       | محمد إبراهيم محمد اشتية                               | زياد محمود محمد هب الريح                                  |
| 3  | وزير الأوقاف والشؤون الدينية        | محمد إبراهيم محمد اشتية                               | حاتم محمد حلمي عبد السميع بكري                            |
| 4  | نائب رئيس الوزراء                   | زياد محمود حسين أبو عمرو                              | زياد محمود حسين أبو عمرو                                  |
| 5  | نائب رئيس الوزراء وزير الإعلام      | نبيل جورج عودة أبو ردينة                              | نبيل جورج عودة أبو ردينة                                  |
| 6  | وزير الاتصالات وتكنولوجيا المعلومات | إسحق محمد شريف عبد الحي سدر                           | إسحق محمد شريف عبد الحي سدر                               |
| 7  | وزير التنمية الاجتماعية             | أحمد عبد السلام حسن مجدلاني                           | أحمد عبد السلام حسن مجدلاني                               |
| 8  | وزير دولة للريادة والتمكين          | أسامة حسن سعد السعداوي                                | أسامة حسن سعد السعداوي                                    |
| 9  | وزيرة شؤون المرأة                   | آمال توفيق عبد الهادي حمد                             | آمال توفيق عبد الهادي حمد                                 |
| 10 | وزير الاقتصاد الوطني                | خالد زهير خالد العسيلي                                | خالد زهير خالد العسيلي                                    |
| 11 | وزيرة السياحة والآثار               | رولا نبيل جبران معايعة                                | رولا نبيل جبران معايعة                                    |
| 12 | وزير الزراعة                        | رياض محمد يوسف عطاري                                  | رياض محمد يوسف عطاري                                      |
| 13 | وزير الخارجية والمغتربين            | رياض نجيب عبد الرحمن المالكي                          | رياض نجيب عبد الرحمن المالكي                              |
| 14 | وزير المالية                        | شُكري أسعد شكري بشارة                                  | شُكري أسعد شكري بشارة                                      |
| 15 | وزير النقل والمواصلات               | عاصم غالب حافظ سالم                                   | عاصم غالب حافظ سالم                                       |
| 16 | وزير الثقافة                        | عاطف طلال إبراهيم أبو سيف                             | عاطف طلال إبراهيم أبو سيف                                 |
| 17 | وزير شؤون القدس                     | فادي عرفات سليم الهدمي                                | فادي عرفات سليم الهدمي                                    |
| 18 | وزير الحكم المحلي                   | مجدي حافظ عبد الله الصالح                             | مجدي حافظ عبد الله الصالح                                 |
| 19 | وزير العدل                          | "محمد فهاد" صبري عبد الرحمن الشلالدة                  | "محمد فهاد" صبري عبد الرحمن الشلالدة                      |
| 20 | وزير الأشغال العامة والإسكان        | محمد محمد سليم زيارة                                  | محمد محمد سليم زيارة                                      |
| 21 | وزير التعليم العالي والبحث العلمي   | محمود محمود أحمد أبو مويس                             | محمود محمود أحمد أبو مويس                                 |
| 22 | وزير التربية والتعليم               | مروان مسعود محمد عورتانيحتى استقالته في 3 سبتمبر 2023 | محمود محمود أحمد أبو مويس منذ 3 سبتمبر 2023 مسيرًا للأعمال |
| 23 | وزيرة الصحة                         | مي سالم حنا الكيلة                                    | مي سالم حنا الكيلة                                        |
| 24 | وزير العمل                          | نصري خليل سليم أبو جيش                                | نصري خليل سليم أبو جيش                                    |
| /  | أمين عام مجلس الوزراء               | أمجد محمود محمد غانم                                  | أمجد محمود محمد غانم                                      |
| /  | المتحدث باسم الحكومة                | إبراهيم راغب ناجي ملحم                                | إبراهيم راغب ناجي ملحم                                    |

## الانسحاب من الحكومة
قررت اللجنة المركزية لحزب الشعب الفلسطيني في 27 يونيو 2021 الانسحاب من الحكومة بسبب «عدم احترامها للقوانين والحريات العامة». يُمثل نصري أبو جيش الحزب من خلال تقلده منصب وزير العمل. رفض رئيس الوزراء استقالة أبو جيش التي جاءت التزامًا لقرار حزبه، ولاحقًا في 11 يوليو 2021 أعلن أبو جيش استمراره في الحكومة.
يوم الاثنين الموافق 28 أغسطس 2023، وخلال الجلسة الأسبوعية رقم 219 لمجلس وزراء الحكومة، قدم وزير التربية والتعليم مروان عورتاني استقالته من منصبه. لاحقًا في 3 سبتمبر 2023 أعلن رئيس الوزراء محمد اشتية عن تكليف وزير التعليم العالي والبحث العلمي محمود أبو مويس بتسيير مهام وزير التربية والتعليم بعد قبوله استقالته.

## وصلات خارجية
- موقع مجلس الوزراء